# 綜合經濟合作協議
綜合經濟合作協議（簡稱CECA，或「經濟合作協議」即ECA）是一項強化簽署國之間的貿易協議，主旨在於促進雙邊的經濟活動更趨向全面性。簽署前，雙邊官方必全面檢視當前的經濟活動，並預測未來經濟活動的趨勢，以便參與學者和研究人員在條文擬定和條件談判時，使此後的合作項目更具有廣泛的聯結性和適用性。

## 簡介
綜合經濟合作協議對於簽署國而言，乃經濟協議的一種。經濟合作協議與綜合經濟夥伴協議對照，前者說明簽署國之間有經濟合作關係，內容較為寬鬆；後者則強調著經濟夥伴關係，是密切而且是更頻繁的互動。
協議本身始由兩國負責經濟、商務的機關進行經濟諮商和談判。當雙邊的主談代表等均達成同意的條件和附帶條件之後，兩國的代表（經濟或商務部門的長官）即可正式簽署協議。接著，將協議書交付立法機關審查，以求通過。通過以後，即在簽署國的國境內依期生效。
條件和附帶條件的內容，依各國之間的關係而有所不同。洽商與談判的範圍，可能涉及雙邊的各種經濟層面和考量與內容；或許擴及屬服務業或境外直接投資事務裡的出口貨物關稅、對國籍海外工作人士的保障等。

## 要旨
經濟合作協議的著眼點在於關稅降低，以及免除原先被列入有限度進口配額的各類項目。經濟夥伴協議，則除了具有經濟合作協議的所有要件之外，尚更聚焦於貿易投資和所攸關的服務事項；前者因此可謂是後者的試金石。如果雙邊認為彼此的經濟合作內容尚有進一步緊密互動的空間，可再進展至內容更為廣泛和深入的經濟夥伴協議。

## 定義
- 綜合經濟合作協議的內容可能比自由貿易協定更為廣泛，它包括了促進雙邊投資的條約、避免兩地重複課稅的協議，以及航空服務業的協議（做為自由貿易協定裡的增加條例）。[6]

## 主要內容
1. 強化，並提昇雙邊的經濟、貿易、投資上的合作關係；
2. 開放，並促進貨物交易；
3. 開放，並促進服務交流，包括承認彼此在職業技能上的專業認證；
4. 建立一個透明、可預測，並可推動投資業務的營利機構；
5. 改善雙邊製造業和服務業的效率和競爭力，以擴大雙邊的貿易量與投資額，包括共同開拓商業與經濟發展的新機會；
6. 開闢經濟合作的新領域，並發展出適宜的標準以評議雙方合作之成果與進展；
7. 促進，並提昇區域內的經濟合作與整合，尤其是做為開創區域內的自由貿易圈上的新路；
8. 所簽訂的形式和內容均以世界貿易組織的架構為基礎。[6]

（各國間所簽署內容乃依國情和雙邊交流情形而有所差異）

## 外部連結
- Taiwan, Singapore to Discuss Economic Cooperation Agreement （页面存档备份，存于）